# نيكولاي هانسن
نيكولاي هانسن (بالدنماركية: Nikolaj Hansen)‏ (15 مارس 1993 بالدنمارك - ) هو لاعب كرة قدم دانمركي في مركز الهجوم. لعب مع نادي فالور ونادي كويه ‏ وفيستزيلند ‏.

## وصلات خارجية
- نيكولاي هانسن على موقع قاعدة بيانات كرة القدم.إي يو (الإنجليزية)
- نيكولاي هانسن على موقع Soccerway.com (الإنجليزية)
- نيكولاي هانسن على موقع عالم كرة القدم.نت (الإنجليزية)